# Dodge Durango
De Dodge Durango is een Sports Utility Vehicle (SUV) van het Amerikaanse automerk Dodge. Het model werd in 1998 geïntroduceerd, in 2004 gevolgd door de tweede generatie. De Durango moest het gat in het gamma opvullen dat de Ramcharger had nagelaten na diens verdwijnen in 1993.

## 1998-2003

### Algemeen
De Dodge Durango werd in 1998 geïntroduceerd als een middelgrote SUV. De introductie gebeurde vlak na die van de Dodge Dakota pick-up, op welke de Durango gebaseerd is. In 2001 was er een face-lift waarbij het interieur en de wieldoppen hertekend werden. Van het model waren verschillende versies te verkrijgen: de SRT en de SLT PLUS (1998-2003), de Sport (1999-2000), de R/T (1999-2003) en de SXT (2001-2003).

### Motoren
| Cilinderinhoud (L) | Cilinders | pk  | kW  | Jaren     |
| ------------------ | --------- | --- | --- | --------- |
| 3,9                | V6        | 175 | 131 | 1998-2000 |
| 4,7                | V8        | 235 | 175 | 2000-2003 |
| 5,2                | V8        | 230 | 172 | 1998-1999 |
| 5,9                | V8        | 245 | 183 | 1998-2003 |

## 2004-2009

### Algemeen
De tweede generatie van de Durango werd vlak voor die van de Dakota gelanceerd. Beiden hebben veel gemeen met de Dodge Ram pick-up. Daarnaast is deze generatie in de drie dimensies gegroeid ten opzichte van de voorgaande. In 2006 werd de tweede Durango gefacelift met grote veranderingen aan de voorzijde en de toevoeging van veiligheidssystemen als ESP, een systeem voor de bandendruk en een parkeerhulp. Deze Durango bestond uit een SXT-, SLT-, SLT PLUS- en een Limited versie. Sinds 2005 is er ook een Adventurerversie.

### Motoren
| Cilinderinhoud (L) | Cilinders  | pk  | kW  | Koppel (Nm) | Jaren     |
| ------------------ | ---------- | --- | --- | ----------- | --------- |
| 3,7                | Magnum V6  | 210 | 157 | 319         | 2004-2009 |
| 4,7                | Magnum V8  | 235 | 175 | 407         | 2004-2007 |
| 4,7                | Corsair V8 | 303 | 226 | 447         | 2008-2009 |
| 5,7                | Hemi V8    | 335 | 250 | 502         | 2004-2008 |
| 5,7                | Hemi V8    | 376 | 280 | 544         | 2009      |
| 5,7 hybride        | Hemi V8    | 390 | 290 | 677         | 2009      |

Sinds 2007 is de 4,7 liter V8 ook beschikbaar in flex fuel-versie. Deze motor kan zowel op gewone benzine als op ethanol draaien.

## 2010-heden

### Algemeen
De derde generatie van de Durango ging in productie in december 2010 en was verkrijgbaar vanaf januari 2011. De wagen wordt naast de Jeep Grand Cherokee gebouwd in de Jefferson North Assembly-fabriek in Detroit (Michigan) en deelt de assemblagelijn, het onderstel, de aandrijflijnen en chassisonderdelen met de Grand Cherokee. Door zijn iets langere wielbasis biedt de Durango plaats aan een derde rij passagiers.

### Motoren
| Cilinderinhoud (L) | Cilinders    | pk  | kW  | Koppel (Nm) | Jaren |
| ------------------ | ------------ | --- | --- | ----------- | ----- |
| 3,6                | Pentastar V6 | 296 | 216 | 350         | 2010+ |
| 5,7                | Hemi V8      | 365 | 268 | 530         | 2011+ |
| 6,4                | Hemi V8      | 482 | 354 | 637         | 2018+ |
| 6,2                | Hemi V8-S    | 720 | 530 | 875         | 2021  |